# Вельо Мерджанов
Вельо (Велю) Петков Мерджанов е български общественик и революционер.

## Биография
Мерджанов е роден в 1892 година в дебърското село Кърчища, днес в Албания, във видно родолюбиво семейство. Майка му е от Ърбеле, от рода Поповци, преселен около 1800 година от село Староец, Пешкопийско. Брат ѝ̀ Аврам Поповски е последният екзархийски свещеник на Ърбеле до 1912 година. Баща му Петко Мерджанов е виден общественик и пребивава предимно в София, като е активен член на Македонския комитет заедно с братята си Филип и Васил. Заради революционна дейност Филип е убит от турци в Кърчища до дома му. След това убийство Петко Мерджанов изпраща Вельо да учи гимназия в София. В българската столица Вельо Мерджанов влиза в революционния младежки кръжок на Дебърското братство.
При избухването на Балканската война в 1912 година, още ученик, Мерджанов е доброволец в Македоно-одринското опълчение и служи в ІІІ рота на І дебърска дружина. Мерджанов е секретар на ротата. Сражава се в боя при Шаркьой и в битката при Султан тепе през Междусъюзническата война, където за героизъм е награден с орден „За храброст“. Мерджанов участва и в Първата световна война, като е произведен в офицерски чин и се уволнява като поручик.
След войната учи в Софийския университет и счетоводство и работи като счетоводител и прокурист в редица индустриални и търговски предприятия.
Активен деец е на Дебърското благотворително братство.
Умира на 30 януари 1943 година в София при нещастен случай.2